# Dipartimento delle Bocche del Reno

Stemma di 's-Hertogenbosch nell'Impero napoleonico

Dipartimento delle Bocche del Reno era il nome di un dipartimento del Primo Impero francese, negli attuali Paesi Bassi. Il nome era dovuto alla prossimità della parte terminale del fiume Reno.
Fu creato il 24 aprile 1810, diversi mesi prima della creazione degli altri dipartimenti nati dall'annessione del Regno d'Olanda da parte della Francia; il capoluogo era 's-Hertogenbosch (in francese Bois-le-Duc).
Il dipartimento fu suddiviso nei seguenti arrondissement e cantoni:
- arrondissement di 's-Hertogenbosch (in francese: Bois-le-Duc), cantoni: 's-Hertogenbosch (Bois-le-Duc), Boxtel, Heusden, Oisterwijk, Oss, Tilburg, Waalwijk e Zaltbommel.
- arrondissement di Eindhoven, cantoni: Asten, Eindhoven, Gemert, Helmond, Hilvarenbeek, Oirschot e Sint-Oedenrode (Saint-Oedenrode).
- arrondissement di Nimega (Nimègue), cantoni: Boxmeer, Druten, Grave, Nimega (Nimègue), Ravenstein e Wijchen.

Si stima che nel 1813, su una superficie di 4814 km², avesse 257 580 abitanti.
Il dipartimento fu eliminato con la costituzione del Regno Unito dei Paesi Bassi dopo la sconfitta di Napoleone nel 1814. Il territorio dell'ex dipartimento corrisponde alla parte orientale della provincia del Brabante Settentrionale e parte della provincia della Gheldria.